# Торнадо
Смерч пренасочва насам.  За съветската артилерийска система вижте Реактивна система за залпов огън БМ-30 „Смерч“.
Торнадо (от испански: tornado), наричано също смерч (от руски: смерч), е силен атмосферен вихър, който образува въртящ се стълб от въздух, свързващ повърхността на земята с купесто-дъждовен, в редки случаи – с купест облак.
Торнадата имат различна форма и размер, но в най-честия случай имат вид на кондензационна фуния, чийто тесен край опира в земята и обикновено е заобиколен от облак отломки и прах. При повечето торнада скоростта на вятъра е до 180 km/h, диаметърът им на повърхността е около 80 m, а разстоянието, на което се придвижват преди да се разсеят, е няколко километра. Най-силните могат да достигнат скорости на вятъра над 480 km/h, да обхванат няколкокилометрова област и да пропътуват повече от 100 km.
Сред различните видове торнада са наземните, многовъзловите и водните. Водните смерчове се характеризират със спираловиден фуниевиден стълб, свързващ голям купест или купесто-дъждовен облак с водна повърхност. Такива спираловидни стълбове често се образуват в областите, близки до екватора и са по-редки в умерените ширини. Други подобни на торнадо явления, които се срещат в природата са густнадо, прашен дявол, огнен вихър, парен вихър.
Торнада са наблюдавани на всички континенти, с изключение на Антарктида. Все пак основната част от тях се образуват в т.нар. Алея на торнадата в централните и югоизточни Съединени американски щати. Торнада понякога се наблюдават също в Южна, Югоизточна и Източна Азия, югоизточните части на Южна Америка, голяма част от Европа, западната и югоизточната част на Австралия, Южна Африка. Торнадата могат да бъдат открити малко преди да възникнат или по време на образуването им с помощта на импулсно-доплеров радар.

## Определение и терминология
Торнадото е бурно въртящ се въздушен стълб, в контакт със земната повърхност, свързан или достигащ подножието на купесто-дъждовен облак и често (макар и невинаги) видим като фуниевиден облак. За да бъде даден вихър класифициран като торнадо, той трябва да е в контакт и със земята, и с основата на облак. Терминът не е съвсем точно дефиниран – например, няма съгласие дали няколко отделни контакта със земята на един и същ фуниевиден облак представляват отделни торнада. Като цяло торнадо се нарича ветровият вихър, а не кондензационния фуниевиден облак.
Торнадата невинаги са видими, но концентрирараното ниско въздушно налягане, създавано от високата скорост на вятъра (съгласно принципа на Бернули) и бързото въртене обикновено карат водната пара във въздуха да кондензира в облачни капчици при нейното адиабатно охлаждане. Това води до образуването на видим фуниевиден облак, наричан също кондензационна фуния.
В дефинициите за фуниевиден облак и кондензационна фуния има известно разминаване. Според издавания от Американското метеорологично дружество метеорологичен речник, фуниевиден облак е всеки въртящ се облак, свързан с купесто-дъждовен или купест облак, като тази дефиниция обхваща и торнадата. В същото време за много метеоролози фуниевиден облак е строго дефиниран като въртящ се облак, който не е свързан със силни повърхностни ветрове, докато кондензационна фуния е по-общ термин за всеки въртящ се облак по купесто-дъждовни облаци.
Торнадата често възникват от фуниевидни облаци, несвързани със силни повърхностни ветрове, и не всички такива фуниевидни облаци се развиват в торнада. Повечето торнада предизвикват силни повърхностни ветрове, докато видимата фуния все още не достига земната повърхност, така че от разстояние е трудно да се разграничи торнадо от фуниевиден облак.
Понякога една и съща буря може да предизвика повече от едно торнадо, било едновременно или последователно. Множество торнада, предизвикани от една и съща клетка, се наричат „семейство торнада“. В някои случаи няколко торнада възникват от една и съща мащабна буреносна система и ако няма прекъсване в активността им, явлението се нарича „торнадно избухване“. Няколко последователни дни с торнадни избухвания в един и същ район, обикновено предизвикани от няколко метеорологични системи, се нарича „поредица торнадни избухвания“ или по-рядко „удължено торнадно избухване“.

## Характеристики

### Размери и форма
Повечето торнада имат вид на тясна фуния с диаметър няколкостотин метра, с малък облак от отломки в близост до терена, но могат да имат разнообразни форми и размери. Торнадата могат да бъдат и изцяло скрити от дъжд или прах, като тогава са особено опасни, тъй като дори опитни специалисти може да не ги забележат.
Малките и относително слаби торнада могат да се виждат само като малко завихряне на прах по земята. Макар че кондензационната фуния може да не стига до самия терен, ако свързаните с нея повърхностни ветрове надвишават скорост от 64 километра в час вихърът се смята за торнадо. Торнада с почти цилиндричен профил и относително малка височина понякога се наричат „кюнецовидни“. Големи торнада, които изглеждат поне толкова широки, колкото високи, наподобяват огромен клин, забит в земята, и се наричат „клинови“. Клиновите торнада могат да бъдат толкова широки, че да изглеждат като масив от тъмни облаци. Понякога дори опитни специалисти могат да различат от разстояние клиново торнад от нисък облак. Много, макар и не всички, от най-силните торнада са клинови.
В етапа на своето разсейване торнадата могат да наподобяват тесни тръби или въжета и често се извиват или усукват в сложни форми. При този процес дължината на фунията нараства, което води до отслабване на вятъра във фунията, заради закона за запазване на момента на импулса. Многовихровите торнада могат да иматвид на сеемйство от вихри, обикалящи около общ център или да бъдат напълно скрити от кондензация, прах и отломки, приличайки външно на единична фуния.
Според статистика за торнадата в Съединените щати, те имат среден диаметър 150 метра и се придвижват по повърхността в продължение на средно 8 километра. В същото време размерите им варират в широки граници. Слабите или силни, но разсейващи се торнада, могат да бъдат много тесни, понякога с диаметър само няколко метра. Описано е торнадо, чийто път по повърхността е едва 2 метра. От друга страна клинови торнада могат да оставят ивица на поражения с ширина километър и половина и повече, като най-широката регистрирана е с ширина 4,2 километра.
По отношение на дължината на придвижване, най-дългото известно е торнадо, засегнало части от щатите Мисури, Илинойс и Индиана на 18 март 1925 година, което се придвижва по терена без прекъсвания в продължение на 352 километра. Много торнада, за които изглежда че изминават 150 километра и повече, всъщност представляват семейства от торнада, образуващи се в бърза последователност.

### Външен вид
Торнадата могат да имат различен цвят в зависимост от средата, в която се образуват. Когато възникват в суха среда, те могат да бъдат почти невидими, забележими само от въртящи се отломки в основата на фунията. Кондензационните фунии, които вдигат малко или никакви отломки, обикновено са сиви до бели. Когато се придвижват над водни басейни, торнадата могат да станат бели или дори сини. Бавно придвижващите се торнада, поглъщащи значителни количества отломки и пръст, обикновено са по-тъмни, приемайки цвета на отломките. Торнадата в Големите равнини понякога стават червени, заради червеникавия оттенък на почвата, докато в някои планински области те може да преминат през заснежени местности, оцветявайки се в бяло.
Осветлението играе важна роля за външния вид на дадено торнадо. Когато са осветени от слънцето, разположено зад тях, торнадата изглеждат много тъмни. Същото торнадо, но гледано със слънцето зад наблюдателя, може да изглежда сиво или ярко бяло. Торнадата, възникващи по залез, могат да имат много различни цветове с нюанси на жълто, оранжево или розово.
Прахта, вдигната от ветровете на основната буря, силният дъжд или градушка и тъмнината на нощта са фактори, които намаляват видимостта на торнадата. При тези условия те могат да бъдат особено опасни, тъй като приближаването им може да бъде определено само с метеорологичен радар или понякога по звука на приближаването им. Повечето тежки торнада се образуват под възходящата основа на бурите, в която не вали, поради което те са видими. Повечето торнада се образуват в късния следобед, когато силното слънце може да премине и през гъсти облаци, а нощните торнада често са осветявани от чести светкавици.
Има все повече свидетелство, включително изображения от мобилни радари и разкази на очевидци, че повечето торнада имат процрачен спокоен център с много ниско налягане, подобен на окото на тропическите циклони. Осветлението, позволяващо наблюдаването на вътрешността на торнадото, би трябвало да идва от светкавици.

### Въртене
Торнадата обикновено се въртят циклонно – гледано отгоре, срещу посоката на часовниковата стрелка в Северното полукълбо и по посоката на часовниковата стрелка в Южното. Докато едромащабните бури винаги се въртят циклонно, заради ефекта на Кориолис, гръмотевичните бури и торнадата са толкова малки, че прякото влияние на ефекта на Кориолис е незначително, както се вижда от техните големи числа на Росби. В числени симулации суперклетките и торнадата се въртят циклонно дори при пренебрегване на ефекта на Кориолис. Ниските мезоциклони и торнадата дължат въртенето си на сложни процеси в суперклетката и окръжаващата среда.

## Интензивност и щети
За оценка на силата на торнадата се използват няколко различни ска̀ли. Ска̀лата на Фуджита ги оценява според причинените щети и в някои страни е заменена с подобрена скала на Фуджита. Според тези скали, торнадо от най-слабата категория F0 или EF0 нанася щети на дървета, но не и на солидни конструкции. Торнадо от най-тежката категория, F5 или EF5, откъсва сгради от основите им и може да деформира големи небостъргачи. Сходната скала ТОРРО разделя торнадата на категории от T0 за най-слабите до T11 за най-мощните известни смерчове. Освен причинените щети, категоризирането може да се прави и въз основа на анализа на данни от доплерови радари, фотограметрия и оставените по повърхността на земята следи.
Скалата на Фуджита измерва силата (мощта) на едно торнадо според разрушенията и скоростта му:
| Категория | Скорост на вятъра, km/h | Скорост на вятъра, km/h | Щети | Честота                  |
| Категория | Оригинална скала        | Подобрена скала         | Щети | Честота                  |
| --------- | ----------------------- | ----------------------- | --- | ------------------------ |
| F0        | 60 – 120                | 105 – 137               | дребни щети по къщите, счупени клони на дървета, дървета с плитка коренова система са изкоренени                                                                                              | 82%                      |
| F1        | 120 – 180               | 138 – 178               | умерени щети: повърхностно изкореняване, избутани или преобърнати са основите на къщите (караваните)                                                                                          | 11%                      |
| F2        | 180 – 250               | 179 – 218               | разрушават се покриви на къщи, остават само стените; ако има каравани, те са напълно разрушени; фургоните са преобърнати, големите дървета са изкоренени или унищожени, колите са преобърнати | 4%                       |
| F3        | 250 – 330               | 219 – 266               | големи щети:покривите и някои стени са отдалечени от къщите; много дървета са изкоренени (в гората); вдигнати от земята и захвърлени са тежки коли                                            | 1,8%                     |
| F4        | 330 – 420               | 267 – 322               | опустошителни щети: къщите са сравнени със земята, слабата структура и основа на къщите е издухана на разстояние, колите са преобърнати                                                       | 0,9 %                    |
| F5        | 420 – 512               | >322                    | пълно разрушение: силната структура на къщите е понесена и вдигната от основата на разстояние 100 m; дърветата са повалени                                                                    | 0,3 %                    |
| F6 до F12 | 512 – 1224              | ???                     | Невероятни и невъзвратими щети | Никога не са се случвали |

## Мерки за защита
Въпреки че торнадата могат да се образуват много бързо, възможно е да бъдат взети предпазни мерки, така че да се увеличат шансовете за оцеляване на хората. Държавни институции, като американския Център за предвиждане на бурите препоръчват създаването на предварителен план за действие в случай на предупреждение за торнадо. При такова предупреждение преместването на хората в подземен етаж или във вътрешно помещение на първия етаж на солидна сграда силно увеличава шансовете им да оцелеят. В областите с по-голяма вероятност за възникване на торнадо много сгради имат специално предназначени за укриване подземни помещения, които според някои оценки са допринесли за спасяването на хиляди хора.
В някои страни, като Съединените щати и Канада, метеорологичните служби публикуват прогнози за риска от торнадо и конкретни предупреждения за вероятно образуване на торнадо в дадена местност. В някои части на Съединените щати тези предупреждения се излъчват на специални радиочестоти, като предназначени за целта радиоапарати се включват автоматично при излъчване на предупреждение. Препоръчва се, освен когато торнадото е относително далеч и е добре видимо, шофьорите да паркират колите си встрани от пътя, за да не пречат на аварийното движение, и да потърсят солиден подслон. При липса на такъв, най-добрата възможност е да се легне на дъното на канавка. Надлезите са особено неподходящи за убежище, тъй като под тях възниква ефект на Вентури, ускоряващ вятъра и увеличаващ количеството на преминаващи отломки.